# Championnats d'Europe de dressage 1985
Navigation
Édition précédente Édition suivante
Les championnats d'Europe de dressage 1985, douzième édition des championnats d'Europe de dressage, ont eu lieu en 1985 à Copenhague, au Danemark. L'épreuve individuelle est remportée par l'Allemand Reiner Klimke et l'épreuve par équipe par l'Allemagne de l'Ouest.